# Амундсен (море)
Вижте пояснителната страница за други значения на Амундсен.
Море Амундсен (на английски: Amundsen sea) е периферно море в Тихоокеанския сектор на Южния (Арктически) океан край бреговете на Западна Антарктида – Земя Мари Бърд. Простира се между 102° и 127°з.д., а приблизителната му граница на север се прекарва по 70°ю.ш. Дължина от изток (остров Търстън) на запад (нос Дарт) около 750 km, ширина до 500 km, площ 98 хил.km2, максимална дълбочина 585 m. По бреговата му линия се простира големия шелфов ледник Гец. Целогодишно морето е покрито с неподвижни ледове, които само в най-северните му части през лятото (януари и февруари) се наблюдават плаващи ледове. Средната годишна температура на водата е под 0 °C, солеността през лятото е 33,5‰, а през зимата се повишава. Основните морски течения са насочени на запад. Море Амундсен е обитавано от тюлени Рос, тюлени Уедъл, морски леопарди, китове, пингвини, албатроси. Първи, който прониква в ледените води на морето е великият английски мореплавател Джеймс Кук през януари 1774 г. Поради това, че морето никога не се очиства от ледовете си нито един кораб не е успял по вода да стигне до бреговете му. Наименувано е в чест на видния норвежки полярен изследовател Руал Амундсен.